# Xylotrechus magnificus
Xylotrechus magnificus là một loài bọ cánh cứng trong họ Cerambycidae.